# 我是明星
《我是明星》是北京奥运会暨残奥会两首志愿者主题歌之一，由林夕作词，周华健作曲和演唱。

## MV内容
周华健在MV中化身为一名迎来送往奥运贵宾的志愿者驾驶员，同时承担了赛场清洁，安放起跑器与为观众引路的志愿工作。

## 参看
- 《微笑北京》
- 北京2008年奥运会歌曲专辑

## 外部連結
- 奥运歌曲《我是明星》MV